# Río Tambo (Arequipa-Moquegua)
El río Tambo es un río de la vertiente del Pacífico de la costa sur del Perú. La cuenca tiene 276 kilómetros de longitud, una extensión 13,362 km² y un caudal anual de 34.75 m³/s. Se extiende desde una altitud de 5,672 m hasta 0.0 m en el litoral del Océano Pacífico. Los principales afluentes del río Tambo son Quemillone, Ichuña, Chojata o Curo, Coralaque, de Para, Carumas y Omate.
El río es hábitat del camarón de río (Cryphiops caementarius). El valle del río Tambo y la laguna de Mejía son hábitat de aves. El valle se realizan actividades económicas como la pesca, la agricultura y en menor medida la ganadería de subsistencia (vacunos y ovinos).